# محطة ديسكفري جاردنز (مترو دبي)
محطة ديسكفري جاردنز (بالإنجليزية: Discovery Gardens station)؛ هي محطة نقل سريع على الخط الأحمر لشبكة مترو دبي التي تخدم دبي في الإمارات العربية المتحدة، تعد ثاني محطات مسار 2020 الذي ينتهي في محطة إكسبو حيث موقع إكسبو 2020.